# Nokia 206
Nokia 206 este un telefon mobil creat de Nokia care este disponibil în variantele single SIM și dual-SIM. Carcasa este din plastic lucios pe partea din față cu un efect cauciucat pe spate și vine în cinci culori: negru, alb, cyan, magenta și galben.
Pe partea de sus este mufa de încărcare proprietară Nokia alături de mufa audio de 3.5 mm. Pe partea stângă se află al doilea slot pentru card SIM, protejat de o clapă de plastic.
Ecranul are diagonala de 2.4 inchi care are rezoluția de 320 x 240 pixeli. Sub ecran se află D-Padul pentru navigre în meniu și sub este tastatura numerică standard.
Camera are 1.3 megapixeli care poate face fotografii de până la rezoluția de 1280 x 960 pixeli și video la QCIF la 10 cadre pe secundă.
Dispune de tehnologia Nokia EasySwap care permite schimbarea cartela SIM fără a opri aparatul. Memoria internă este de 64 MB și slotul pentru card microSD suportă până la 32 GB. 
Browserul este Xpress Browser Nokia, care în conformitate cu Nokia, reduce costurile de navigare prin comprimarea datelor transferate cu până la 90%. Telefonul nu oferă Wi-Fi sau conectivitate 3G.
Player-ul de muzică suportă formatele audio MP3, WMA, WAV și AAC. Formatele video acceptate sunt 3GP și MP4.
Nokia 206 rulează sistemul de operare Nokia Series 40. Telefonul vine pre-încărcat cu mai multe aplicații și jocuri, inclusiv Bejeweled, Need for Speed: Shift, Medal of Honor, TuneWiki, Pictelligent, și aplicații sociale, inclusiv WhatsApp și Facebook. Aplicațiile pre-încărcate variază în funcție de regiune / piață. 
Nokia oferă, de asemenea, pachet cadou de 10 elemente de conținut gratuite, premium, care pot fi descărcate prin magazinul Nokia, cu Nokia 206. Noi nu au fost în stare să găsească o versiune de WhatsApp compatibil cu telefonul.
Bateria are capacitatea de 1110 mAh care oferă până la 25 ore de convorbire în rețea și până la 680 ore în stand-by. Durata de redare audio este de până la 20 de ore.